# 大人ジェリービーンズ
「大人ジェリービーンズ」（おとなジェリービーンズ）は、日本の女性アイドル渡辺麻友の楽曲。楽曲は秋元康が作詞、池澤聡が作曲した。渡辺の2作目のシングルとして、2012年7月25日にSony Music Recordsから発売された。

## 背景とリリース
楽曲のシングルCDは3種の初回生産限定盤（それぞれA、B、Cと区別されている）と盤名のないもの（本記事では通常盤と記す）の計4種類がリリースされた。3種の初回生産限定盤にはそれぞれ収録内容の異なるDVDが付属している。CDの収録曲およびジャケットは4種類それぞれで異なっている。特典として、3種の初回限定盤および通常盤の初回仕様にはトレーディングカード（全5種のうちランダムで1種）、プレミアム抽選応募券が封入されている。
初回生産限定盤Bには、AKB48グループと乃木坂46との最初のコラボレーションユニット「まゆ坂46」
が歌唱するカップリング曲「ツインテールはもうしない」が収録されている。
初回生産限定盤CのDVDには、2012年2月にAKB48の活動を終了した平嶋夏海との対談が収録されている。

## プロモーション
2012年9月15日に大阪で、同年9月17日に横浜で下記のイベントが実施された。封入されているプレミアム抽選応募券に記載された「IDナンバー」による応募抽選制である。
- A賞 渡辺麻友「大人ジェリービーンズ」発売記念ソロLIVE 〜キスは、ジェリービーンズの味!?〜 ご招待[15]
- B賞 まゆゆと遊ぼう! ドッキドキお楽しみ会 ご招待[15]
  - SP-1 まゆゆの直筆サインプレゼント会（あなたのお名前入りです?）：100名[15]
  - SP-2 ハート打ち抜き会リターンズ：500名[15]
  - SP-3 まゆゆと12秒にらめっこ会（まゆゆに勝ったら投げキッスでお見送り?）：120名[15]
  - SP-4 まゆゆとトランプ! 最初のジャックが出るまでまゆゆをひとりじめ会：30名[15]
- C賞 まゆゆの超絶可愛いグッズ プレゼント[15]

## チャート成績
発売前日（集計初日）の2012年7月24日付オリコンデイリーシングルチャートで推定売上枚数約3万8000枚を記録し、初登場で3位にランクインした。その後、2012年8月6日付オリコン週間シングルチャートで初動約8万8000枚を記録し、同じく初登場で3位にランクインした。

## シングル収録トラック

### 初回生産限定盤A
| #  | タイトル                                   | 作詞   | 作曲           | 編曲           | 時間 |
| -- | ------------------------------------------ | ------ | -------------- | -------------- | ---- |
| 1. | 「大人ジェリービーンズ」                   | 秋元康 | 池澤聡         | 野中“まさ”雄一 | 3:34 |
| 2. | 「最初のジャック」                         | 秋元康 | 藤本貴則       | 生田真心       | 3:57 |
| 3. | 「いつでも そばにいてあげる」              | 秋元康 | 鈴木キサブロー | 板垣祐介       | 4:58 |
| 4. | 「大人ジェリービーンズ instrumental」      |        | 池澤聡         | 野中“まさ”雄一 | 3:35 |
| 5. | 「最初のジャック instrumental」            |        | 藤本貴則       | 生田真心       | 3:59 |
| 6. | 「いつでも そばにいてあげる instrumental」 |        | 鈴木キサブロー | 板垣祐介       | 4:58 |

| #  | タイトル                                          | 作詞 | 作曲・編曲 | 時間 |
| -- | ------------------------------------------------- | ---- | ---------- | ---- |
| 1. | 「大人ジェリービーンズ -Music Video-」            |      |            | 3:57 |
| 2. | 「大人ジェリービーンズ -Music Video メイキング-」 |      |            |      |
| 3. | 「麻友撮 〜みんなの"大人"をいただきまゆゆ〜」     |      |            |      |

### 初回生産限定盤B
| #  | タイトル                                  | 作詞   | 作曲     | 編曲           | 時間 |
| -- | ----------------------------------------- | ------ | -------- | -------------- | ---- |
| 1. | 「大人ジェリービーンズ」                  | 秋元康 | 池澤聡   | 野中“まさ”雄一 | 3:34 |
| 2. | 「最初のジャック」                        | 秋元康 | 藤本貴則 | 生田真心       | 3:57 |
| 3. | 「ツインテールはもうしない」(まゆ坂46)    | 秋元康 | 黒須克彦 | 黒須克彦       | 4:14 |
| 4. | 「大人ジェリービーンズ instrumental」     |        | 池澤聡   | 野中“まさ”雄一 | 3:35 |
| 5. | 「最初のジャック instrumental」           |        | 藤本貴則 | 生田真心       | 3:59 |
| 6. | 「ツインテールはもうしない instrumental」 |        | 黒須克彦 | 黒須克彦       | 4:14 |

| #  | タイトル                                              | 作詞 | 作曲・編曲 | 時間 |
| -- | ----------------------------------------------------- | ---- | ---------- | ---- |
| 1. | 「大人ジェリービーンズ -Music Video-」                |      |            | 3:57 |
| 2. | 「大人ジェリービーンズ -Music Video メイキング-」     |      |            |      |
| 3. | 「ツインテールはもうしない / まゆ坂46 -Music Video-」 |      |            |      |

### 初回生産限定盤C
| #  | タイトル                              | 作詞   | 作曲           | 編曲           | 時間 |
| -- | ------------------------------------- | ------ | -------------- | -------------- | ---- |
| 1. | 「大人ジェリービーンズ」              | 秋元康 | 池澤聡         | 野中“まさ”雄一 | 3:34 |
| 2. | 「最初のジャック」                    | 秋元康 | 藤本貴則       | 生田真心       | 3:57 |
| 3. | 「残念少女 -渡辺麻友 Ver.-」          | 秋元康 | 野中“まさ”雄一 | 野中“まさ”雄一 | 3:51 |
| 4. | 「大人ジェリービーンズ instrumental」 |        | 池澤聡         | 野中“まさ”雄一 | 3:35 |
| 5. | 「最初のジャック instrumental」       |        | 藤本貴則       | 生田真心       | 3:59 |
| 6. | 「残念少女 instrumental」             |        | 野中“まさ”雄一 | 野中“まさ”雄一 | 3:51 |

| #  | タイトル                                          | 作詞 | 作曲・編曲 | 時間 |
| -- | ------------------------------------------------- | ---- | ---------- | ---- |
| 1. | 「大人ジェリービーンズ -Music Video-」            |      |            | 3:57 |
| 2. | 「大人ジェリービーンズ -Music Video メイキング-」 |      |            |      |
| 3. | 「渡辺麻友 × 平嶋夏海」                           |      |            |      |

### 通常盤
| #  | タイトル                              | 作詞   | 作曲     | 編曲           | 時間 |
| -- | ------------------------------------- | ------ | -------- | -------------- | ---- |
| 1. | 「大人ジェリービーンズ」              | 秋元康 | 池澤聡   | 野中“まさ”雄一 | 3:34 |
| 2. | 「最初のジャック」                    | 秋元康 | 藤本貴則 | 生田真心       | 3:57 |
| 3. | 「小指の微笑み」                      | 秋元康 | 杉山勝彦 | 重永亮介       | 4:14 |
| 4. | 「大人ジェリービーンズ instrumental」 |        | 池澤聡   | 野中“まさ”雄一 | 3:35 |
| 5. | 「最初のジャック instrumental」       |        | 藤本貴則 | 生田真心       | 3:59 |
| 6. | 「小指の微笑み instrumental」         |        | 杉山勝彦 | 重永亮介       | 4:14 |